# Comando de Movilidad Aérea
El Comando de Movilidad Aérea (en inglés: Air Mobility Command (AMC) es un comando principal de la Fuerza Aérea de Estados Unidos. Tiene su sede en la Base Aérea de Scott (Illinois), al este de San Luis (Misuri).
El Comando de Movilidad Aérea fue creado el 1 de junio de 1992 y se instauró a partir de elementos ya inactivos del Comando de Transporte Aéreo Militar (Military Airlift Command (MAC) y del Comando Aéreo Estratégico. El Comando de Movilidad Aérea fusionó el sistema de transporte aéreo global del antiguo Comando de Transporte Aéreo Militar, que estaba formado principalmente por aviones de transporte aéreo como el C-5 Galaxy, el C-17 Globemaster III y el C-130 Hercules, por aviones cisterna de reabastecimiento aéreo KC-135 Stratotanker y KC-10 Extender del Comando Aéreo Estratégico. Al final de la Guerra Fría y con la disolución de la Unión Soviética la flota de bombarderos B-52 Stratofortress y B-1 Lancer del Comando Aéreo Estratégico liberó al KC-10 Extender del compromiso de efectuar un ataque nuclear estratégico.

## Misión
El Comando Aéreo de Movilización de Estados Unidos tiene como misión proporcionar una movilidad aérea total y global. Además este comando desempeña un papel crucial en la prestación de ayuda humanitaria en el país y en el mundo. Esta unidad es integrada por personal en servicio activo, Guardia Aérea Nacional, Reserva de la Flota Aérea y Fuerza Aérea Civil de la Reserva lleva a cabo misiones de transporte aéreo y reabastecimiento en vuelo para todas la Fuerzas Armadas de Estados Unidos.
Las Fuerzas Armadas de Estados Unidos deben ser capaces de proporcionar una respuesta rápida y adaptada con una capacidad de intervenir contra un enemigo bien equipado, en sí "pegar duro y poner fin rápidamente al conflicto". Tener una rápida movilidad global es una de las principales estrategias de Estados Unidos, en ese sentido es imperativo poseer una fuerza de despliegue capaz y disuasiva.

## Organización
El Comando Aéreo de Movilización tiene las siguientes unidades en su organización:

### Alas de Movilidad Aérea
- Ala de Movilidad Aérea N.º 6, Base Aérea MacDill AFB, Florida.
- Ala de Movilidad Aérea N.º 60, Base Aérea Travis AFB, California.
- Ala de Movilidad Aérea N.º 305, Base Aérea McGuire AFB, Nueva Jersey.
- Ala de Movilidad Aérea N.º 375, Base Aérea Scott AFB, Illinois.

### Alas y Grupos de Transporte Aéreo
- Ala de Transporte N.º 19, Base Aérea Little Rock AFB, Arkansas.
- Ala de Transporte N.º 43, Base Aérea Pope AFB, Carolina del Norte.
- Ala de Transporte N.º 62, Base Aérea McChord AFB, Washington.
- Ala de Transporte N.º 89, Base Aérea Andrews AFB, Maryland.
- Ala de Transporte N.º 436, Base Aérea Dover AFB, Delaware.
- Ala de Transporte N.º 437, Base Aérea Charleston AFB, Carolina del Sur.
- Grupo de Transporte N.º 317, Base Aérea Dyess AFB, Texas.
- Grupo de Transporte N.º 463, Base Aérea Little Rock AFB, Arkansas.

### Alas y Grupos de Reabastecimiento Aéreo
- Ala de Reabastecimiento Aéreo N.º 22, Base Aérea McConnell AFB, Kansas.
- Ala de Reabastecimiento Aéreo N.º 92, Base Aérea Fairchild AFB, Washington.
- Ala de Reabastecimiento Aéreo N.º 319, Base Aérea Grand Forks AFB, Dakota del Norte.

### Otras Unidades
- 18.ª Fuerza Aérea.
  - 15.ª Fuerza de Tareas Expedicionaria de Movilización.
    - Ala de Operaciones de Movilización Aérea N.º 515.
    - Ala de Respuesta N.º 615.

  - 28.ª Fuerza de Tareas Expedicionaria de Movilización.
    - Ala de Operaciones de Movilización Aérea N.º 521.
    - Ala de Respuesta N.º 621.

- Centro de Control de Transporte de Reabastecimiento N.º 618.
- Centro Expedicionario de la Fuerza Aérea de Estados Unidos.
- 4.ª Fuerza Aérea (Unidades de Reserva Aérea).
- 22.ª Fuerza Aérea (Unidades de Resetva Aérea).
- Flota Aérea de Reserva.

## Unidades Aéreas
- C-130
- C-5
- KC-135